# 梅原幹
梅原 幹（うめはら もとい、1957年7月2日 - ）は、日本のテレビプロデューサー。
元日本テレビ放送網執行役員・メディア戦略局上席出向局長で、前熊本県民テレビ代表取締役社長。

## 来歴
東京都練馬区出身。日本大学芸術学部演劇学科卒業後、1983年日本テレビ入社。当初は主にテレビドラマのプロデューサーを担当。チーフプロデューサーに就任する以前に「新・星の金貨」に編成名義で参加していた事がある。
2002年に編成局企画担当副部長、2003年6月1日にチーフプロデューサーに昇格しドラマに加え城朋子、桜田和之、吉田真らから引き継ぎバラエティ番組なども手掛ける。2005年6月からは制作局企画担当副部長を兼務したため、担当番組の一部を磯野太、松岡至、菅賢治チーフプロデューサーらに引き継いだ。
2008年7月1日から2009年6月30日までは、制作局次長 を担当。このため当時の担当番組は、鈴木雅人、中村英明チーフプロデューサー、森實陽三チーフクリエイターらに引き継いだ。
2009年7月1日から2010年6月30日までは、編成局次長兼編成戦略センター長を担当した。編成局次長は河西裕、編成戦略センター長は、菅賢治が引き継いだ。
2010年7月1日から報道局業務管理担当局次長。
2010年12月1日から2011年1月31日までNNN事務局長兼任。NNN事務局長は、畑山篤が引き継いだ。
2011年2月1日から6月30日まで報道局業務管理担当局次長。
2011年7月1日から2012年5月31日まで報道局業務管理担当総務。
2012年6月21日から9月30日までBS日テレ 常務取締役。
2012年10月1日から2014年5月31日までBS日テレ 常務取締役・編成局長。
2014年6月1日より2016年5月31日まで情報カルチャー局長。
2015年6月1日付より2016年5月31日まで執行役員兼任だった。　　　　　　　　
2016年6月28日付で熊本県民テレビ専務・編成局長に就任。
2017年6月1日付で再び日本テレビ執行役員に就任。
2017年6月27日付で熊本県民テレビ代表取締役社長に就任。
2018年4月16日、この日に催された熊本県民テレビ臨時取締役会に於いて、社内でのセクシャルハラスメント行為を理由として、同日付で梅原を社長職から解任し、平取締役に降格させる人事が決定した。
2018年6月26日、熊本県民テレビの取締役を退任。
退任後、吉本興業の関連会社「株式会社337」の代表取締役に就任。

## エピソード
1985年8月12日、取材帰りに東京都青梅市で低空で飛ぶ航空機を目撃。これが日本航空123便墜落事故の事故機（JA8119）であり、目撃者として当日夜のNNN報道特別番組に出演している。
2014年9月13日放送の「第34回全国高等学校クイズ選手権」では優勝した京都府立洛北高等学校へ表彰状と優勝旗を渡すプレゼンターを務め、実際に放送に顔出しもしている。
「オレたちひょうきん族」（フジテレビ系列）にも出演しており、「タモリのいたずら大全集」において、ひょうきん族の出演タレントにどっきりを仕掛け、レギュラー出演者の島田紳助に誘導され、仕掛け人の浅野ゆう子と共に懺悔室に行かされ浅野と共にずぶ濡れになった。

## 手掛けたドラマ

### プロデューサー
- 同窓会
- 竜馬におまかせ!
- 世紀末の詩
- 星の金貨 シリーズ
  - 続・星の金貨
  - 新・星の金貨(星野真里主演。編成名義)
- 愛、ときどき嘘

### チーフプロデューサー
- 新夜逃げ屋本舗（2003年、7話 - ）
- ぼくの魔法使い（2003年）
- 幸福の王子（2003年）
- すいか（2003年）
- 火曜サスペンス劇場（2003年8月 - ）
  - 警視庁鑑識班(2004年)
- 共犯者（2003年）
- あした天気になあれ。（2003年）
- 彼女が死んじゃった。（2004年）
- チアーズ 天国への応援歌（2004年）
- 松本清張ドラマスペシャル・黒の回廊（2004年3月23日）
- ナースマン ドラマスペシャル（2004年）
  - ナースマンがゆく（2004年10月期）
- 光とともに…〜自閉症児を抱えて〜（2004年）
- 仔犬のワルツ（2004年）
- ラストプレゼント 娘と生きる最後の夏（2004年）
- 愛情イッポン!（2004年）
- 時空警察捜査一課

## バラエティ・情報番組

### 過去の担当番組

#### ディレクター
- タモリのいたずら大全集

#### 演出
- 全員出席!笑うんだってば(1989年10月28日〜12月23日)

#### プロデューサー
- ウッチャン・ナンチャン with SHA.LA.LA.
- 投稿!特ホウ王国

#### チーフプロデューサー
- ザ!鉄腕!DASH!!(2003年4月～5月上旬)
- スーパーテレビ情報最前線(2003年4月～9月)
- 冒険!CHEERS!!(2003年10月～11月)
- 伊東家の食卓(2004年4月20日～2005年6月、はまっちゃげ考案)
- サバコン!(2004年6月～9月28日・最終回)
- おすぎとピーコの金持ちA様×貧乏B様(2004年6月～9月29日・最終回)
- A(2005年4月17日～6月26日)
- 金のA様×銀のA様
- アメリカ横断ウルトラクイズ
- 24時間テレビ 「愛は地球を救う」(2005年)(2008年は総合プロデューサー)
- 謎を解け!まさかのミステリー(2004年6月～2006年3月10日・最終回)
- 落下女(2005年10月～2006年3月)
- ニッポン人が好きな100人の偉人(2006年5月7日放送)
- 松紳(2004年6月～2006年3月30日・最終回)
- 行列のできる法律相談所(2004年6月12日～2006年6月25日)
- 恋愛部活
- ツボ屋与兵衛
- 未来予報2011→未来予報201x
- アミューズメントミューズ1/3娘
- 女神のハテナ
- ぶっコギ!
- GOOD LOOKIN′CLUB
- 今田ハウジング
- トシガイ
- メレンゲの気持ち
- クイズ!!シャムロック
- 天才!志村どうぶつ園
- エンタの神様
- 笑点
- ロンブー龍
- ロンQ!ハイランド
- おネエ★MANS
- カートゥンKAT-TUN
- ハッピーミックス
- 大笑点(2006年、2007年、2008年放送)
- 鳥人間コンテスト2007（2007年9月6日、モクスペにて放送）
- おとなの学力検定スペシャル小学校教科書クイズ!
- 勝手に秋祭り!芸能人恥かし映像大放出スペシャル（2007年10月放送）
- 幹事さまぁ〜ず 女だらけの大新年会(生)アイドルいちご祭り2008（2008年元日放送）
- アナザースカイ

#### 制作
- 24時間テレビ「愛は地球を救う」（2005年、2008年、2014年、2015年）